# دزينتارس زيرنيس
دزينتارس زيرنيس (25 أبريل 1977 ريغا لاتفيا - ) هو لاعب كرة قدم لاتفي، يلعب كمدافع، شارك في بطولة أمم أوروبا 2004.

## وصلات خارجية
دزينتارس زيرنيس على موقع الاتحاد الأوربي (الإنجليزية)
- دزينتارس زيرنيس على موقع قاعدة بيانات كرة القدم.إي يو (الإنجليزية)
- دزينتارس زيرنيس على موقع ناشيونال فوتبول تيمز (الإنجليزية)
- دزينتارس زيرنيس على موقع Soccerbase.com (لاعب) (الإنجليزية)
- دزينتارس زيرنيس على موقع Soccerway.com (الإنجليزية)
- دزينتارس زيرنيس على موقع عالم كرة القدم.نت (الإنجليزية)